# (7336) Saunders
(7336) Saunders est un astéroïde Amor découvert le 6 septembre 1989 par Eleanor Helin à l'observatoire Palomar.